# Finale du Championnat d'Afrique des nations de football 2011
La finale du Championnat d'Afrique des nations 2011 est un match de football visant à déterminer les champions du CHAN 2011 le 25 février 2011.
La Tunisie bat l'Angola (3-0), ce qui permet à la Tunisie de remporter son premier titre. Avant ce match, les deux équipes se sont rencontrées en phase de groupes et séparées sur un match nul (1-1).

## Contexte
L'Angola bat l'équipe hôte, le Soudan, aux tirs au but (4-2) après un match nul (1-1) et s'assure ainsi une place en finale contre la Tunisie, qui a également éliminé l'Algérie aux tirs au but (5-3), après un autre match nul (1-1).
Il s'agit d'une répétition d'un affrontement du groupe D à Port-Soudan, qui s'est soldé par un match nul lorsque le Soudan marque dans les arrêts de jeu.

## Parcours respectifs
Note : dans les résultats ci-dessous, le score du finaliste est toujours donné en premier.
| Équipe  | Pts | J | G | N | P | BP | BC | +/- |
| ------- | --- | - | - | - | - | -- | -- | --- |
| Tunisie | 7   | 3 | 2 | 1 | 0 | 6  | 2  | +4  |
| Angola  | 5   | 3 | 1 | 2 | 0 | 3  | 2  | +1  |
| Sénégal | 4   | 3 | 1 | 1 | 1 | 2  | 2  | 0   |
| Rwanda  | 0   | 3 | 0 | 0 | 3 | 2  | 7  | -5  |

| Équipe  | Pts | J | G | N | P | BP | BC | +/- |
| ------- | --- | - | - | - | - | -- | -- | --- |
| Tunisie | 7   | 3 | 2 | 1 | 0 | 6  | 2  | +4  |
| Angola  | 5   | 3 | 1 | 2 | 0 | 3  | 2  | +1  |
| Sénégal | 4   | 3 | 1 | 1 | 1 | 2  | 2  | 0   |
| Rwanda  | 0   | 3 | 0 | 0 | 3 | 2  | 7  | -5  |

## Finale

### Détails
L'Angola commence par exercer une pression sur les Aigles de Carthage par le flanc droit, mais manque de finition. La Tunisie faillit marquer à la treizième minute, mais Luis Lama effectue un arrêt à bout portant. Trois minutes plus tard, Zouhaier Dhaouadi passe tout près du but mais le gardien angolais anticipe pour lui barrer la route. La frappe puissante de Mejdi Traoui à la vingtième minute est repoussée par Lama qui est bien placé pour empêcher les Tunisiens de marquer leur premier but. Adel Chedli fait une nouvelle tentative à la 37e minute mais rate le poteau de peu. La formation tunisienne parvient donc à défaire la défense angolaise à plusieurs reprises mais ses finitions sont mal exécutées.
Deux minutes après le début de la seconde mi-temps, Traoui ouvre le score du pied droit sur un centre de Dhaouadi. Les assauts de la Tunisie se poursuivent lorsque Dhaouadi double le score sur un roulement du pied gauche à la 73e minute. À la 80e minute, le remplaçant Oussama Darragi offre un dernier but à son équipe.

### Feuille de match
| 25 février 2011 | Tunisie                                 | 3 - 0 | Angola | Al Merreikh Stadium, Omdourman |                            |
| 17h30 (GMT)     | Traoui 47e · Dhaouadi 73e · Darragi 80e |       |        | Arbitrage : Daniel Bennett     | Arbitrage : Daniel Bennett |
| 17h30 (GMT)     | Rapport                                 |       |        | Arbitrage : Daniel Bennett     | Arbitrage : Daniel Bennett |

| Tunisie | Angola |

| Tunisie :       |    |                   |     |     |
|                 |    |                   |     |     |
| GK              | 16 | Aymen Mathlouthi  |     |     |
| DF              | 2  | Khaled Souissi    |     |     |
| DF              | 3  | Walid Hichri      |     |     |
| DF              | 5  | Aymen Abdennour   |     |     |
| DF              | 6  | Fatah Gharbi      | 60e |     |
| MF              | 7  | Youssef Msakni    |     | 85e |
| MF              | 8  | Khaled Korbi      | 45e |     |
| MF              | 12 | Adel Chedli       | 31e | 77e |
| MF              | 14 | Mejdi Traoui      |     |     |
| FW              | 11 | Slama Kasdaoui    |     |     |
| FW              | 15 | Zouhaier Dhaouadi | 36e | 89e |
| Remplaçants :   |    |                   |     |     |
| MF              | 10 | Oussama Darragi   |     | 77e |
| MF              | 13 | Wissem Ben Yahia  |     | 85e |
| FW              | 9  | Lamjed Chehoudi   |     | 89e |
| Sélectionneur : |    |                   |     |     |
| Sami Trabelsi   |    |                   |     |     |

| Angola :        |    |                                  |  |     |
|                 |    |                                  |  |     |
| GK              | 1  | Luis Lama                        |  |     |
| DF              | 3  | Osório Carvalho (en)             |  |     |
| DF              | 5  | Carlos Manuel Gonçalves          |  |     |
| DF              | 14 | Amândio Felipe da Costa          |  |     |
| DF              | 19 | Fabrício Mafuta                  |  |     |
| MF              | 8  | Fernando Agostinho da Costa (pt) |  |     |
| MF              | 13 | João André Kuya Ndulo            |  | 57e |
| MF              | 15 | Miguel Quiame                    |  | 76e |
| MF              | 20 | Braulio Diniz                    |  | 83e |
| FW              | 10 | Santana Carlos (pt)              |  |     |
| FW              | 23 | João Pedro Pinto Martins (en)    |  |     |
| Remplaçants :   |    |                                  |  |     |
| MF              | 7  | Ricardo Job                      |  | 83e |
| FW              | 17 | Zé Kalanga                       |  | 57e |
| FW              | 18 | Arsenio Sebastiao Cabungula      |  | 76e |
| Sélectionneur : |    |                                  |  |     |
| Lito Vidigal    |    |                                  |  |     |

| Assistants : Jason Damoo Angesom Ogbamariam Quatrième arbitre : Mohamed Ragab |